# بيتر ميداك
بيتر ميداك (بالمجرية: Peter Medak)‏ (و. 1937  م) هو مخرج أفلام مجري، ولد في بودابست.

## وصلات خارجية
- بيتر ميداك على موقع IMDb (الإنجليزية)
- بيتر ميداك على موقع روتن توميتوز (الإنجليزية)
- بيتر ميداك على موقع ألو سيني (الفرنسية)
- بيتر ميداك على موقع أول موفي (الإنجليزية)
- بيتر ميداك على موقع بوكس أوفيس موجو (الإنجليزية)
- بيتر ميداك على موقع قاعدة بيانات الأفلام السويدية (السويدية)
- بيتر ميداك على موقع إن إن دي بي (الإنجليزية)
- بيتر ميداك على موقع ديسكوغز (الإنجليزية)
- بيتر ميداك على موقع قاعدة بيانات الفيلم (الإنجليزية)
- بيتر ميداك على موقع كينوبويسك (الروسية)